# Робб Флінн
Робб Флінн (англ. Robb Flynn, справжнє ім'я Лоуренс Метью Кардін (англ. Lawrence Matthew Cardine), нар. 19 липня 1967, Окленд, Каліфорнія) — вокаліст і гітарист метал-групи Machine Head.

## Біографія
Флінн створив треш-метал групу Forbidden (спочатку Forbidden Evil) в останній рік навчання в American High School (Фримонт, Каліфорнія). Він грав у цій групі в період з 1985 по 1987 рік і написав чотири пісні, які з'явилися на дебютному альбомі групи: «Chalice Of Blood», «Forbidden Evil», «As Good As Dead» і частина «March Into Fire», але покинув групу ще до виходу альбому, щоб стати вокалістом місцевої групи Vio-Lence.
Після відходу з Vio-Lence Флінн разом з Adam Duce, Logan Mader і Tony Costanza створив групу «Machine Head», чий дебютний альбом «Burn My Eyes» зробив Робба Флінна висхідною зіркою метала.
У січні 2005 Флінн був обраний як один з чотирьох капітанів команд з Roadrunner United, щоб відсвяткувати 25-ту річницю Roadrunner Records. Флінн написав кілька пісень і співав у дуеті з Howard Jones з Killswitch Engage у пісні «The Dagger».
Недавній альбом Machine Head «The Blackening» піднявся до # 54 у США Billboard після появи в чартах лише два тижні тому, він також був номінований на премію Греммі, що робить його найуспішнішим альбомом групи.
11 червня 2007 Robb Flynn отримав «Metal Hammer 2007» «Golden God Award».
На честь Деббі Ебоні (Debbie Abono) і Ронні Джеймса Діо Робб Флінн записав і випустив кавер-версію пісні Die Young групи Black Sabbath.
З 2003 року Флінн веде щоденник на сайті групи, в якому описує все, що відбувається з ним і з групою.

## Конфлікт з Керрі Кінгом
Після виходу четвертого студійного альбому Machine Head, Supercharger, Кінг розкритикував його, заявивши, що група «продалася» модному музичному течією і грає тепер реп-метал. Потім пішли обопільні поливання брудом як з боку Кінга, так і з боку Флінна .. Роб, дорікаючи Керрі в тому, що він записав пісню спільно з поп-панк групою Sum 41, назвав його «найсексуальнішою жінкою в рок-музиці». Музиканти примирилися тільки через три роки, на врученні премії Metal Hammer.

## Сольні виступи
Робб Флінн періодично влаштовує сольні акустичні концерти, на яких виконує пісні Machine Head (Davidian, Now I Lay Thee Down, Descend The Shades Of Night), а також кавер-версії композицій відомих груп.

## Інструменти

### Гітари
- Epiphone Flying V Custom
- Gibson Baritone Flying V
- ESP SP120 V-Shaped Baritone Prototype
- ESP LTD F-Series
- B.C. Rich Red Acrylic Warlock
- Washburn 333, «Dimebolt»
- Gibson Flying V (with EMG 81 in bridge)
- Martin Eric Clapton acoustic

### Підсилювачі
Флинн использует Peavey 5150 и 6505 + Marshall.У него 8 Peavey, только один из которых используется для записи.

### Ефекти
- Electro-Harmonix Electric Mistress
- Dunlop Manufacturing Jimi Hendrix Fuzz Face
- Boss педали
- Line 6 Delay
- MXR Phase 90